# Ministère de la Justice (Haut-Karabagh)
Pour les articles homonymes, voir Ministère de la Justice.
Le ministère de la Justice (arménien : Արդարադատության նախարարություն ; russe : Министерство юстиции) est un organe d’administration du Haut-Karabagh (république d’Artsakh).